# Río Mali Chojrak
El río Mali Chojrak (del ruso: Большой Чохрак) es un río del krai de Krasnodar, en Rusia, uno de los constituyente del río Chojrak, afluente Labá, de la cuenca del Kubán.

## Curso
Tiene una longitud de 25 km y una cuenca de 48.7 km². Nace 4.5 km al sureste de Kostromskaya (44°29′35″N 40°38′38″E / 44.49306, 40.64389), en el krai de Krasnodar. Discurre en dirección noroeste generalmente. Atraviesa las poblaciones (de fuente a desembocadura) de Krasni Kut y Séverni, donde confluye con el Bolshói Chojrak para formar el Chojrak (44°37′55″N 40°34′15″E / 44.63194, 40.57083).